# Hieracium lucidum
El Sparviere del Monte Gallo (Hieracium lucidum Guss.) es una planta que pertenece a la familia de las  Asteraceae y muy similar a la especie Hieracium cophanense, planta endémica de Sicilia, Italia.

## Descripción

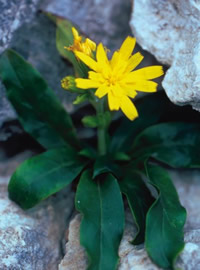
Flor

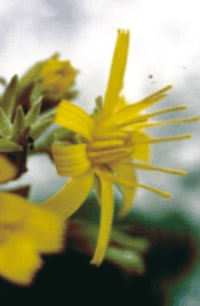
Vista de las flores

Es una planta perenne subfruticosa, con vástago ascendente de una altura de 10 a 30 cm. 
Los tallos , leñoso, ascendente, glabro en la parte baja, con 2 o 6 ramas breves (1–3 cm). 

Las hojas, brillantes, coriáceas, ovadas, formando una pseudoroseta en la parte inferior del tallo; presentando un ápice acuminado y los bordes enteros o raramente dentados.

Presenta una inflorescencia en cabezuela gruesa de color amarillo, con el pelo denso estrellado, y con frecuencia de 3 a 5 bracteolas.

El fruto es un aquenio de color marrón.

## Distribución yhábitat
La Hieracium lucidum es un endemismo de Sicilia, que prefiere las laderas calcáreas de los acantilados costeros con orientación norte expuestas a los vientos húmedos subtropicales; en lugares con abundante nitrato procedente del guano de las aves marinas. Como otras especies de Hieracium solamente se reproduce por semillas.
Su localización es puntual en el Monte Gallo, un macizo de carbonato que se eleva al noroeste de Palermo, incluyendo la localidad costera de Mondello y Sferracavallo.

## Conservación
La H. lucidum se considera una especie en peligro crítico de extinción y ha sido incluido por la IUCN en una lista de más de 50 especies de plantas en peligro de extinción en el área mediterránea.
Su área de distribución cae por completo dentro de la Riserva naturale orientata Capo Gallo. 

## Taxonomía
Hieracium lucidum fue descrita por Giovanni Gussone y publicado en Ind. Sem. Hort. Boccadifalco (1825) 6; Fl. Sic. Syn. ii. 405.
Etimología
Hieracium: nombre genérico que proviene de la palabra del griego antiguo hierax o hierakion = "halcón". El nombre del género originalmente fue dado por el botánico francés Joseph Pitton de Tournefort (1656 - 1708), probablemente refiriéndose a algunos de los escritos del naturalista romano Plinio el Viejo (23-79) en el que, según la tradición, las aves rapaces utilizan esta planta para fortalecer su visión. Desde el punto de vista científico, el nombre del género fue publicado por primera vez por Carl von Linne (1707-1778), biólogo y escritor sueco, considerado el padre de la moderna clasificación científica de los organismos vivos, en la publicación Species Plantarum - 2:. 799 1753 del 1753.
lucidum: epíteto latíno que significa "brillante"
Variedades
- Hieracium lucidum subsp. cophanense (Lojac.) Greuter

## Enlaces relacionados
- Flora endémica de Sicilia